# Lago artificial

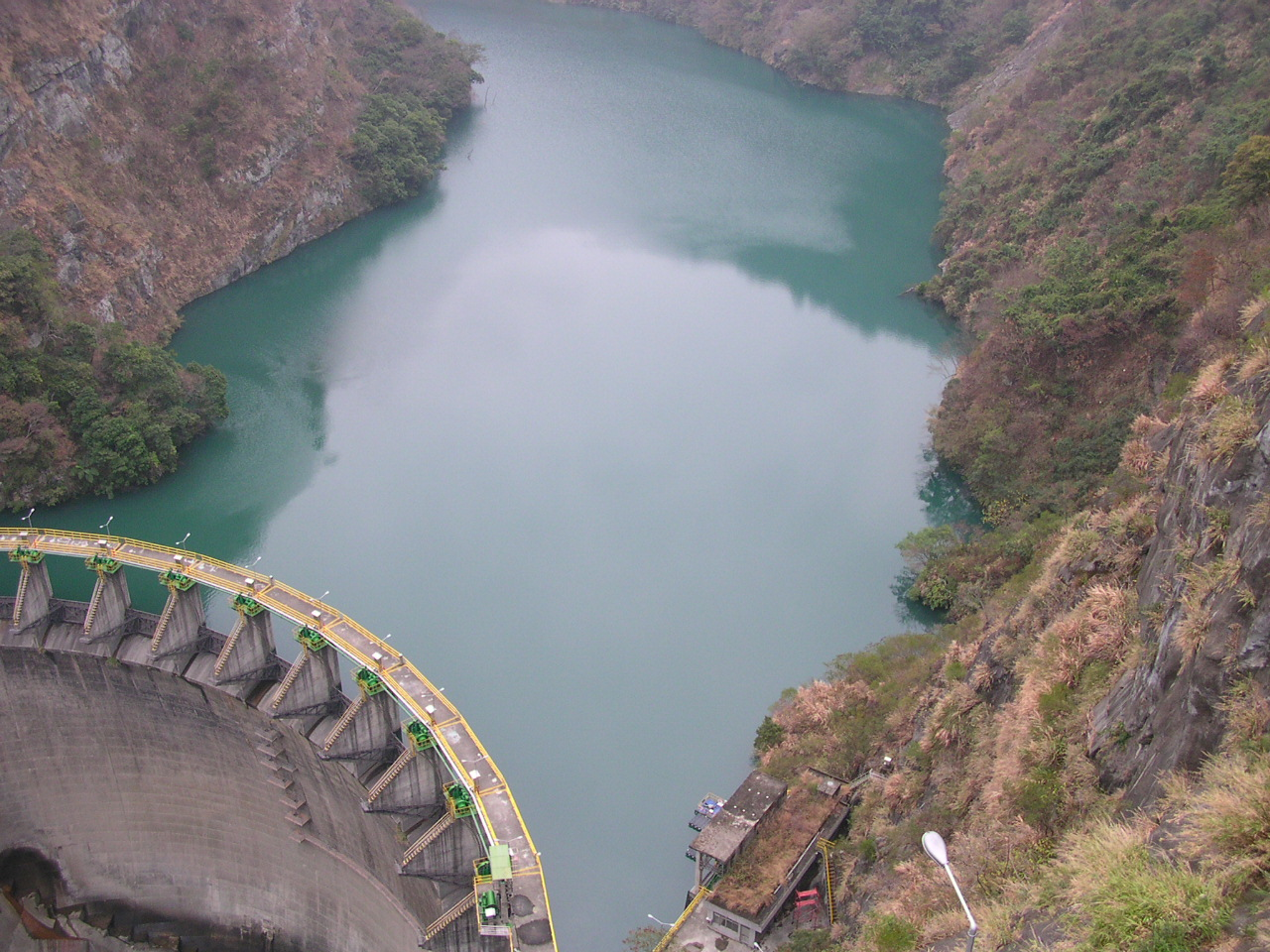
O lago artificial da barragem Jung Hua no rio Da Han no condado de Taoyuan, Taiwan

Um lago artificial, albufeira ou açude é um lago de origem artificial, localizado a montante de uma barragem ou represa, normalmente concebido para armazenar água numa região seca, para dar mais vida a um ambiente ou que resulta da construção de uma uma hidrelétrica, cobrindo as áreas costeiras às margens de um rio.
Os lagos artificiais são também feitos para a criação de peixes e outros organismos aquáticos, em regime de aquacultura extensiva.

## Descrição
A maioria dos lagos artificiais é criada com o objetivo de produzir eletricidade por meio de usinas hidrelétricas. Nesta situação, o curso de um rio é interrompido por meio de uma barragem, a fim de elevar o nível da água e aproveitar a energia da queda. Muitas vezes, essas bacias hidrográficas também são usadas no setor agrícola como fonte para a irrigação da terra.
Mas um lago artificial também significa um lago criado para fins estéticos, geralmente em um parque urbano. Exemplos típicos são as bacias que encontramos ao visitar o Central Park, o famoso parque urbano de Nova York. Finalmente, um lago artificial também pode ser construído por motivos naturalistas, por exemplo, para criar habitats de reprodução para algumas espécies de aves .
Ao longo do curso dos rios, as áreas de várzea são por vezes utilizadas para polos de extração de agregados. Terminada a função da pedreira, as áreas abandonadas do polo são utilizadas como bacias artificiais de expansão para receber as águas das enchentes repentinas. Se bem conservadas, estas áreas podem eventualmente transformar-se em parques fluviais, excelentes zonas úmidas, ideais para um habitat propício à reprodução de vários animais.

## Exemplos
Os seguintes são os maiores lagos artificiais por área alagada:
1. Lago Volta (8482 km²; Gana)
2. Albufeira de Smallwood (6527 km²; Canadá)
3. Albufeira de Kuybyshev (6450 km²; Rússia)
4. Lago Kariba (5580 km²; Zimbábue e Zâmbia)
5. Albufeira de Bukhtarma (5490 km²; Cazaquistão)
6. Albufeira de Bratsk (5426 km²; Rússia)
7. Lago Nasser (5248 km²; Egito e Sudão)
8. Albufeira de Rybinsk (4580 km²; Rússia)
9. Albufeira de Caniapiscau (4318 km²; Canadá)
10. Lago Guri (4250 km²; Venezuela)
11. Lago de Sobradinho (4.214 km², Brasil)

### Outros exemplos
- Albufeira de Cahora Bassa (Moçambique), 2500 km²
- Albufeira de Brokopondo (Suriname), 1560 km²
- Lago Paranoá, (Brasil)
- Lagoa dos Ingleses, (Brasil)
- Lac des Minimes (Paris)
- Lago de Furnas (Brasil), 1.406,26 km²
- Albufeira de Alqueva (Portugal), 250 km², maior lago artificial da Europa.

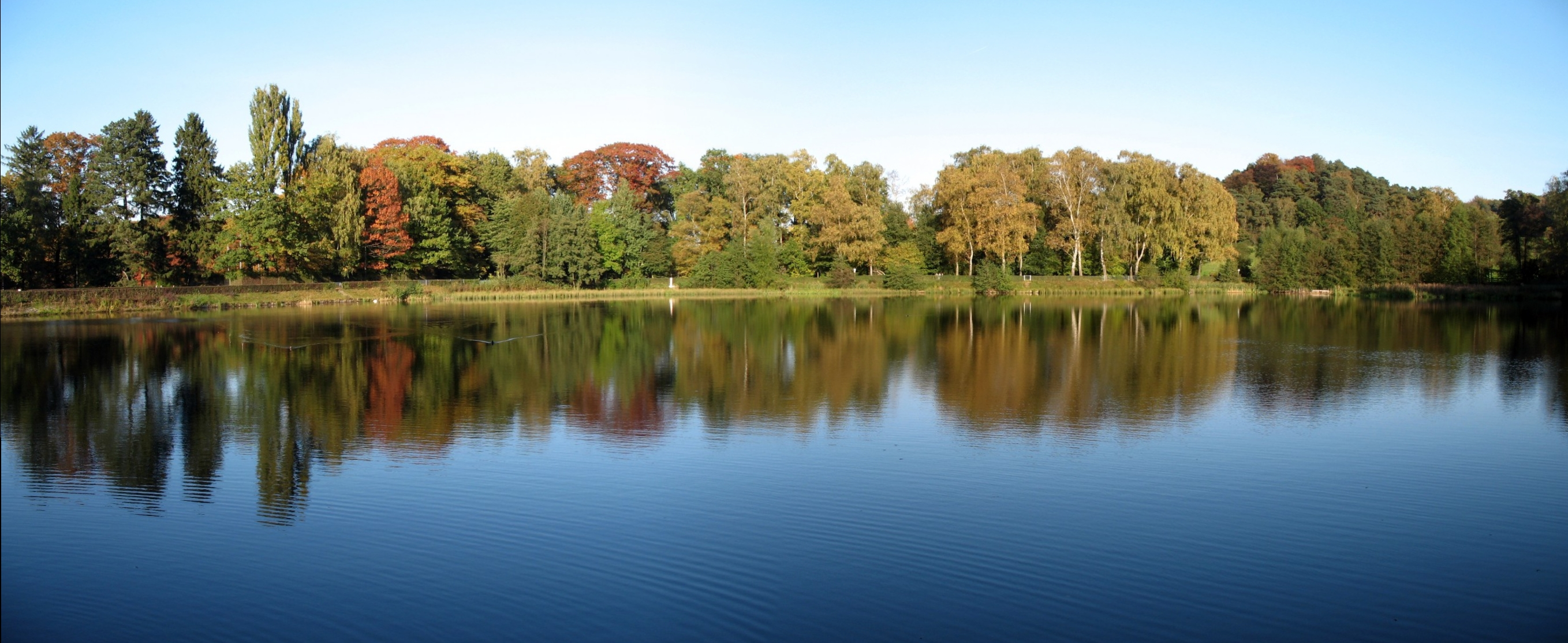
Área recreativa no lago artificial Kupferbach próximo de Aachen, Alemanha
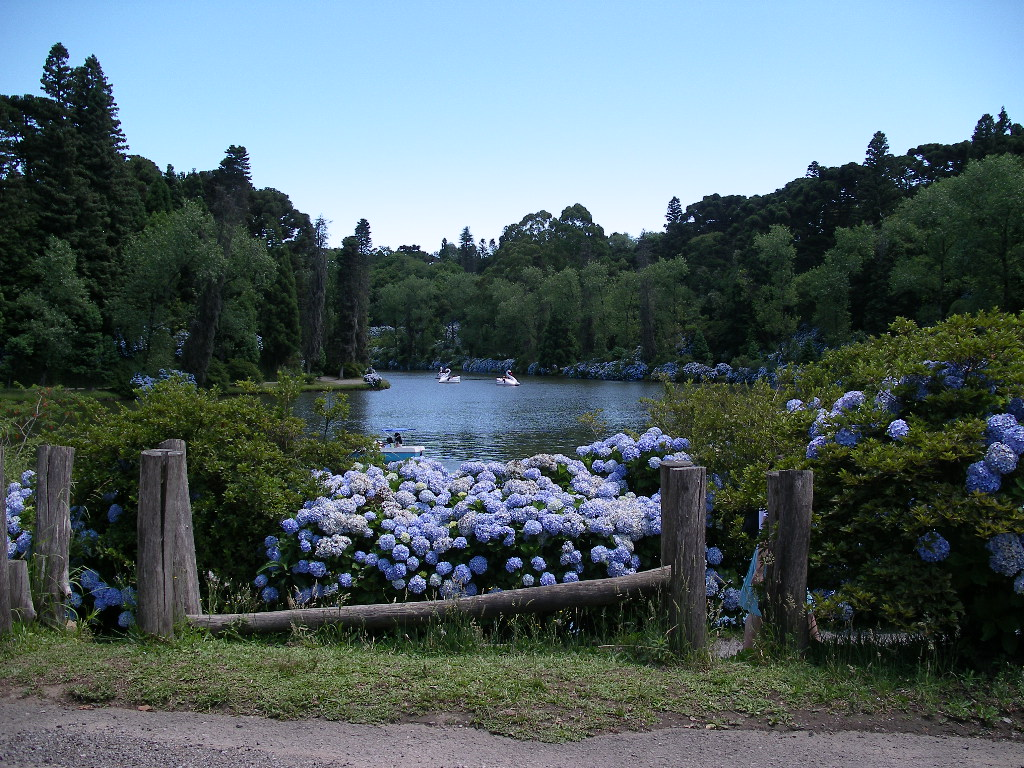
Área recreativa no lago artificial Lago Negro em Gramado, Rio Grande do Sul, Brasil
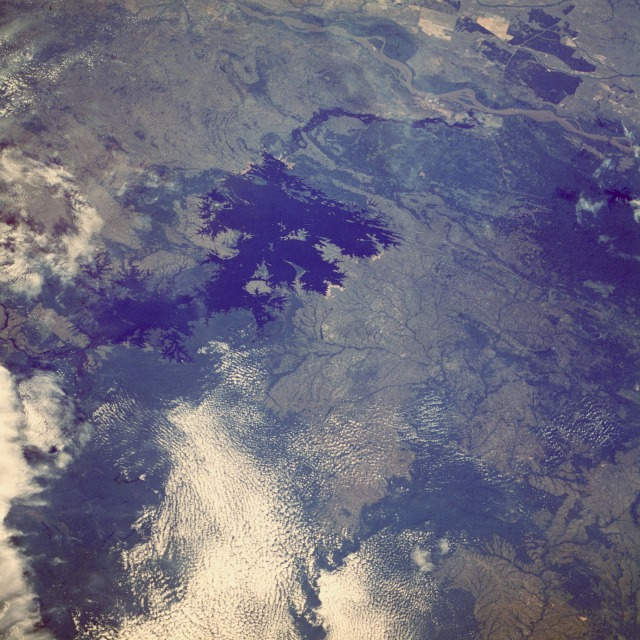
Vista de satélite do lago artificial Guri, Bolívar, Venezuela
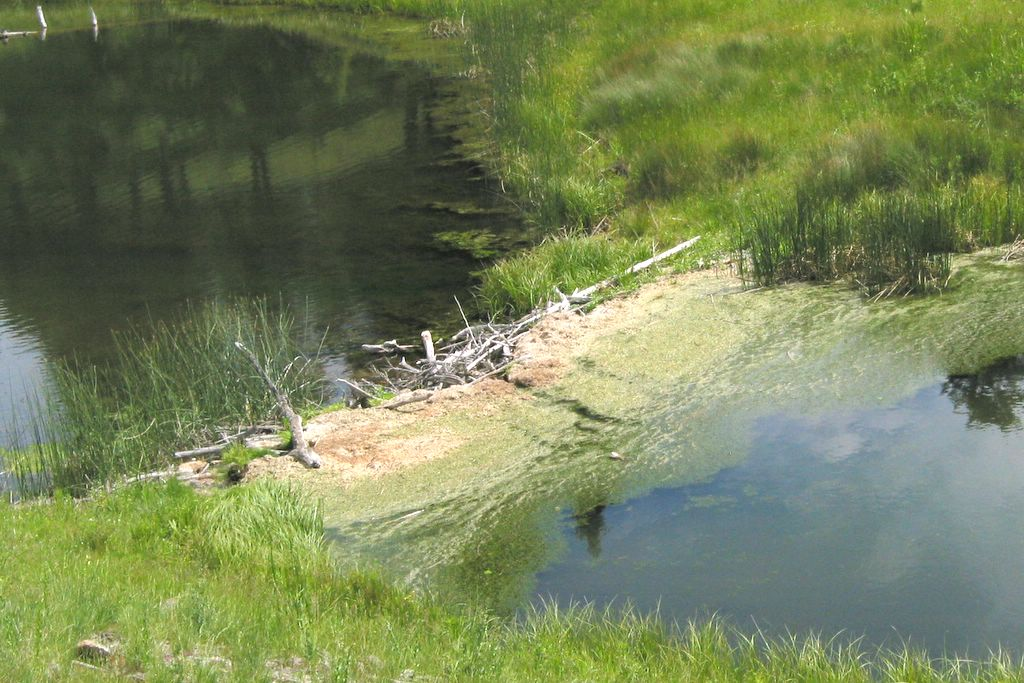
Dique realizado por castores no lago artificial em Yellowstone, Wyoming, EUA
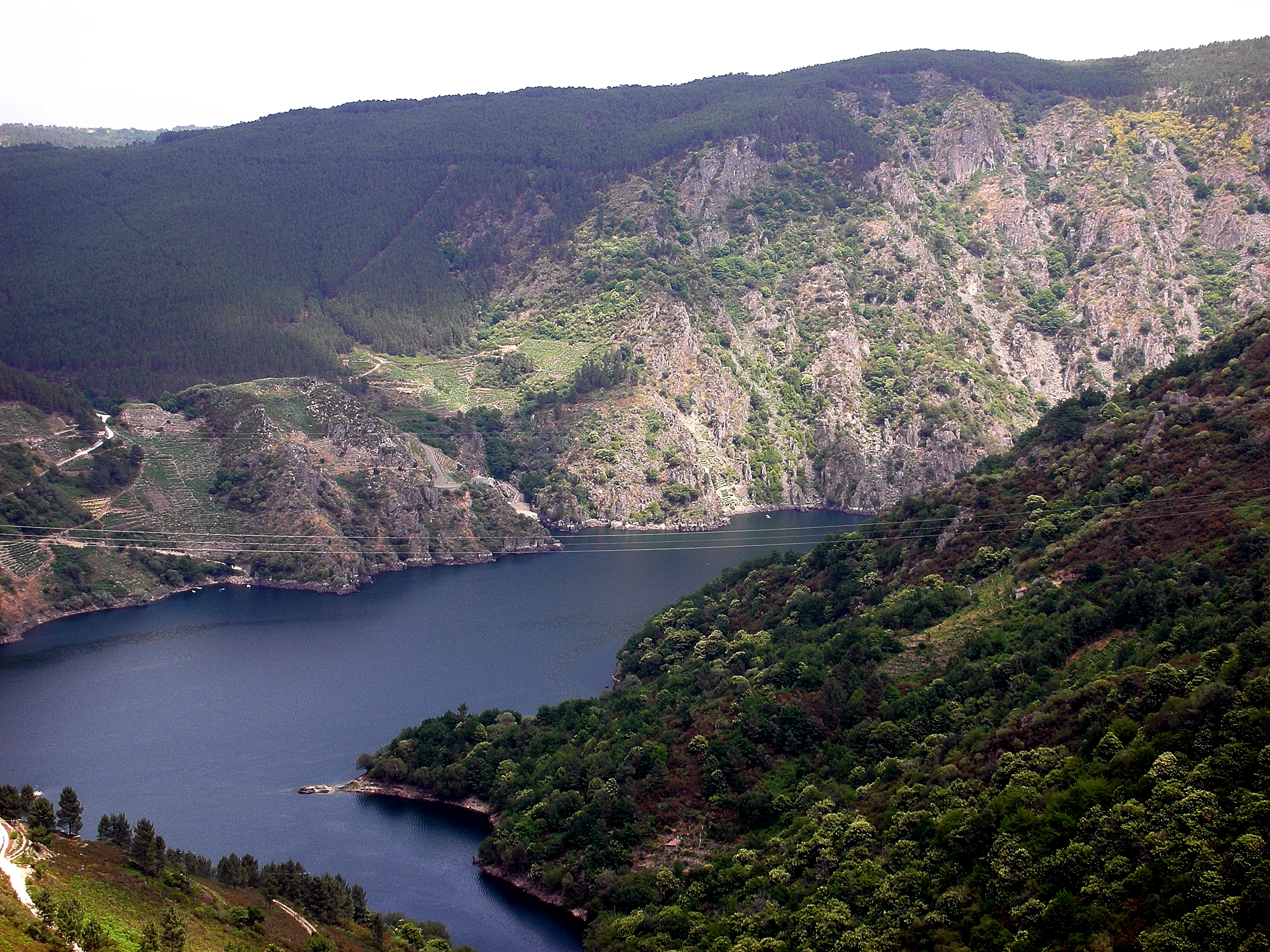
Lago artificial d'Os Peares, Galiza, Espanha